# Рајнхардсдорф-Шена
Рајнхардсдорф-Шена (њем. Reinhardtsdorf-Schöna) општина је у њемачкој савезној држави Саксонија. Једно је од 41 општинског средишта округа Зексише Швајц-Остерцгебирге. Према процјени из 2010. у општини је живјело 1.549 становника. Посједује регионалну шифру (AGS) 14628330.

## Географски и демографски подаци
Рајнхардсдорф-Шена се налази у савезној држави Саксонија у округу Зексише Швајц-Остерцгебирге. Општина се налази на надморској висини од 281 метра. Површина општине износи 31,8 km². У самом мјесту је, према процјени из 2010. године, живјело 1.549 становника. Просјечна густина становништва износи 49 становника/km².

## Међународна сарадња
| Мјесто | Држава | Врста сарадње | Од    |
| ------ | ------ | ------------- | ----- |
|        | Чешка  | партнерство   | 2000. |
| Извор  |        |               |       |